# Nicolao da Seregno

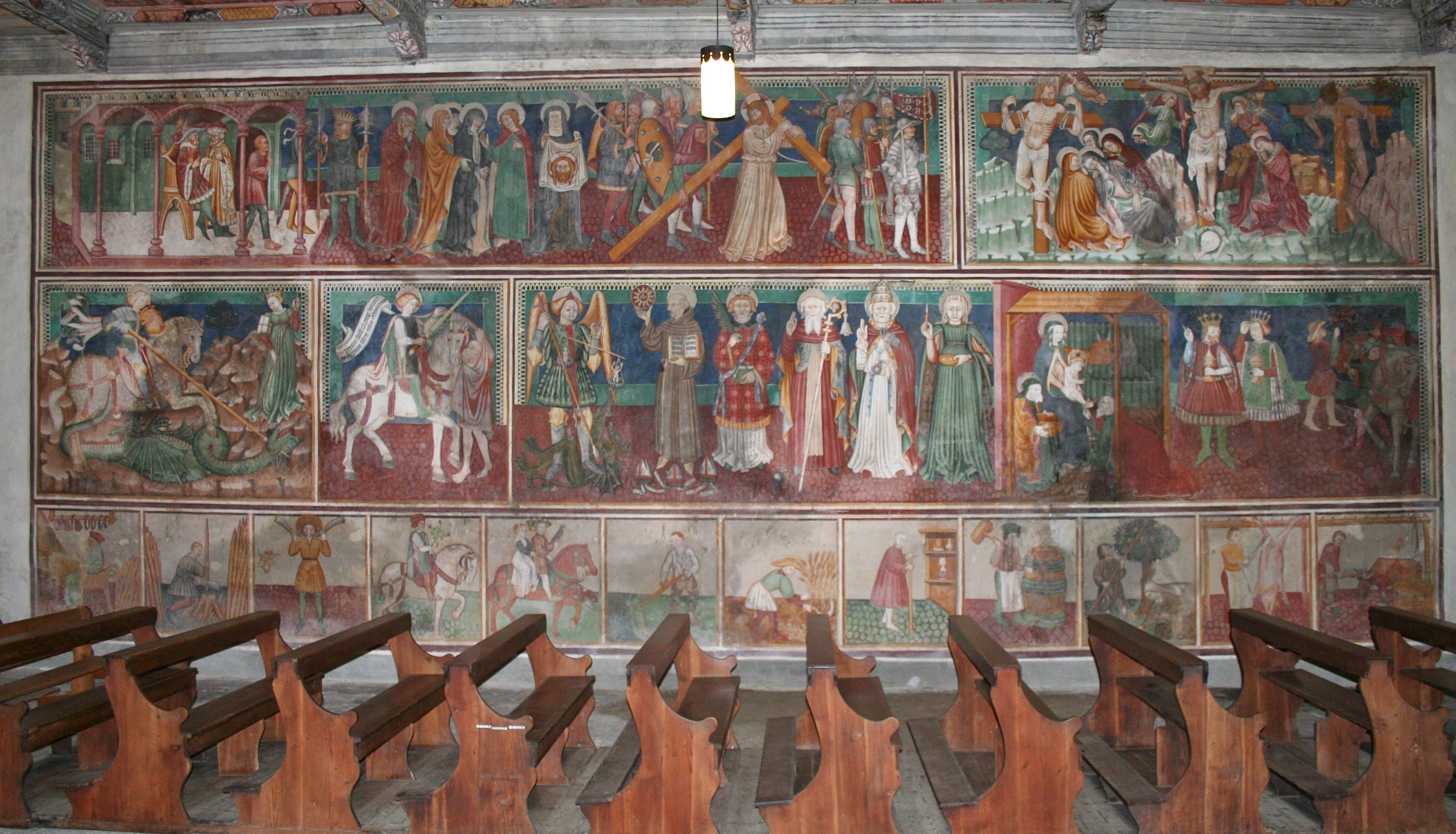
Chiesa di Santa Maria del Castello, affresco opera di Nicolao da Seregno.

Nicolao da Seregno (Lugano, 1445 circa – Lugano, post 1500) è stato un pittore svizzero-italiano.

## Biografia
Originario di Seregno, figlio di Baldassarre,, è apprendista nella bottega dello zio Cristoforo.
I primi affreschi documentati sono del 1463 sulla controfacciata della Chiesa dei Santi Lorenzo ed Agata a Rossura; dello stesso anno è l'affresco per la chiesa parrocchiale di Zugo, ora conservato al Museo nazionale svizzero a Zurigo.
Nel 1478 dipinse numerosi affreschi nell'abside e nel coro della chiesa di San Nicolao.
Nel 1500 dipinse lo stemma di Luigi II re di Francia sulla facciata del palazzo municipale di Lugano.